# Paracyclops dilatatus
Paracyclops dilatatus – gatunek widłonoga z rodziny Cyclopidae. Nazwa naukowa tego gatunku skorupiaków została opublikowana w 1952 roku przez szwedzkiego zoologa Knuta Lindberga.